# 方端
方端（1547年—？），字察甫，號鳳軒，河南汝寧府光州固始縣人，民籍，明朝政治人物。同進士出身。

## 生平
萬曆四年（1576年）丙子科河南鄉試第五十六名，萬曆五年（1577年）丁丑科會試第一百五十四名，登三甲第七十四名進士。授行人，升户部主事，历官南京兵部主事、南京礼部郎中，十五年十一月升贵州佥事、分巡思仁道。後復除刑部员外郎，二十二年四月升贵州佥事，二十三年丁父憂，二十六年四月復除廣東佥事。

## 家族
曾祖方完，舉人，曾任知縣，以子方仕貴贈戶部郎中；祖父方伸；父方志充（1516年-1595年）。母熊氏。具慶下。兄方靖。子一元、一宁、一清。